# Рус (князь)
Рус — родоначальник, прабатько (епонім) русів, брат Чеха і Леха (Ляха). За легендою три брати започаткували основні слов'янські народи та, відповідно, три давні слов'янські країни: Русь, Чехію та Польщу.

## Легенда
Легенда стверджує, брати, які були нащадками паннонського принца Пана, під час полювання йшли за різною здобиччю і, таким чином, мандрували (і осідали) у різних напрямках: Лех на північному заході, Чех на південному заході та Рус на сході. Існує кілька версій легенди.
Один з варіантів легенди оповідає:

Коли для народу Руса, Ляха і Чеха стало замало місця в їхньому краї, вони рушили у дорогу, і на великій горі кожен пішов у свій бік: на схід, на захід і на північ. 
Інший варіант розповідає про спільне полювання трьох братів, але кожен з них переслідував різну здобич, що розвело їх в різні сторони.
- Рус пішов на схід і оселився на Русі (в майбутньому центр великої держави — Київській Русі);
- Чех йшов на захід і оселився на горі Ріп (гора біля Праги — згодом столиця Чехії (Богемії)), що височить серед богемських пагорбів;
- Лях мандрував на північ, доки не зустрів величного орла, що оберігав своє гніздо. Вражений цією величчю, він вирішив оселитися тут, назвав це місце «Гнезно» (згодом перша столиця Польщі) і прийняв знак білого орла як свій знак, що досі залишається гербом Польщі.

Інші варіанти імені Лях — Лех, Леч, Лечус, Лачус, Лестус і Лешек.
Чех, або Прабатько-Чех, також знаний під латинським ім'ям Богемус[джерело?], або німецьким — Бехм[джерело?].
Рус відомий під латинським іменем Русиніан[джерело?].
Батьківщиною трьох братів, якщо вважати, що вони розійшлися на північ, схід і захід, мав бути трикутник над Дунаєм між Краковом, Будапештом і Віднем, або землі нижче по Дунаю.[джерело?] Ці міркування підтверджуються також пісенним фолькльором усіх слов'янських народів:[джерело?] пісні про Дунай мають навіть ті слов'янські народи, територією яких він не протікає.
Горами, на яких брати розійшлися, можуть бути західні Карпати на південь від Кракова, де сходяться етнічні території Руса, Ляха і Чеха.
Ця теорія базується на легендах західних слов'ян, тоді як археологічні дані визначають прабатьківщину слов'ян у середньому Подніпров'ї між Россю і Прип'яттю, а розподіл ранніх слов'ян на три гілки (без Чеха, але з  "Безіменним князем" білих сербів) завершився у VI ст. н.е. переселенням частини слов'ян на Балкани. Вісло-одерська і Карпато-дунайська теорія прабатьківщини слов'ян на сьогодні визнані ненауковими.. Справжній же розподіл слов'ян був не одномоментним, а тривалим процесом, що стартував на початку І тис. н.е.

### Руська версія
Руський літопис «Повість временних літ» початку XII століття та середньовічні литовські легенди про Палемон пов'язують походження своїх народів з регіоном Норик (на захід від Панонії), де жили іллірійські венети. Відповідно до «Повісті временних літ»:

По руйнуванні вежі і по поділу народів прийняли сини Сима східні країни, а сини Хама — південні країни. Яфетові ж сини прийняли захід і північні країни. Від цих же сімдесяти і двох народів походить і народ слов'янський, від племені Яфета — так звані норики, які і є слов'янами..
Оригінальний текст (церк.-сл.)
По раздрушении же столпа и по раздѣлении языкъ прияша сынове Симовы въсточныя страны, а Хамовы же сынове полуденныа страны. Афетови же сынове западъ прияша и полунощьныя страны. От сихъ же 70 и дву языку бысть языкъ словенескъ, от племени же Афетова, нарѣцаемѣи норци, иже суть словенѣ.